# Jaguaribe
Jaguaribe je řeka v brazilském státě Ceará, dlouhá 633 km. Její povodí má rozlohu 75 669 km². Pramení v pohoří Serra da Joaninha nedaleko města Tauá a vlévá se do Atlantiku v Aracati. V deltě řeky se nachází mangrovová oblast, říční sedimenty jsou v moři znatelné ve vzdálenosti až 30 km od jejího ústí.
Stav vody silně kolísá v závislosti na množství srážek: v období sucha jsou některá říční ramena úplně bez vody a Jaguaribe tak bývá nazývána „největší vyschlá řeka na světě“, zatímco v deštivém období od ledna do července se vyskytují časté povodně. Řeka protéká oblastí krystalických hornin, kde jsou velmi skrovné zásoby podzemní vody.
Nejdelšími přítoky jsou Salgado, Cariús a Banabuiú. Na řece byly vybudovány velké přehrady Açude Orós (1960) a Açude Castanhão (2004), které zásobují město Fortaleza pitnou vodou.
Název řeky pochází z jazyka tupí, kde agûarype znamená „řeka jaguárů“.